# Pontophilus norvegicus
Pontophilus norvegicus är en kräftdjursart som först beskrevs av Michael Sars 1861.  Pontophilus norvegicus ingår i släktet Pontophilus och familjen Crangonidae. Enligt den svenska rödlistan är arten nära hotad i Sverige. Arten förekommer i Götaland. Artens livsmiljö är havet. Inga underarter finns listade i Catalogue of Life.